# Gymnosporangium cupressi
Gymnosporangium cupressi är en svampart som beskrevs av Long & Goodd. 1921. Gymnosporangium cupressi ingår i släktet Gymnosporangium och familjen Pucciniaceae.   Inga underarter finns listade i Catalogue of Life.